# Віаман

Віаман (порт. Viamão) — місто і муніципалітет в Бразилії, входить до складу штата Ріу-Гранді-ду-Сул.
Складова частина мезорегіону Агломерація Порту-Алегрі. Входить в економіко-статистичний мікрорегіон Порту-Алегрі.

## Історія
Місто засновано 14 вересня 1741 року. У 1766 році сюди з міста Ріу-Гранді в зв'язку з вторгненням іспанців була перенесена столиця капітанії Ріо Гранде де Сан Педро. Місто залишалося адміністративним центром капітанії до 1773 року, коли він був перенесений в Порту-Алегрі, де знаходиться по нинішній час.

## Населення та площа
Населення становить 257 330 осіб на 2021 рік.
Займає площу 1497 км². Щільність населення — 171,9 осіб/км².

## Галерея

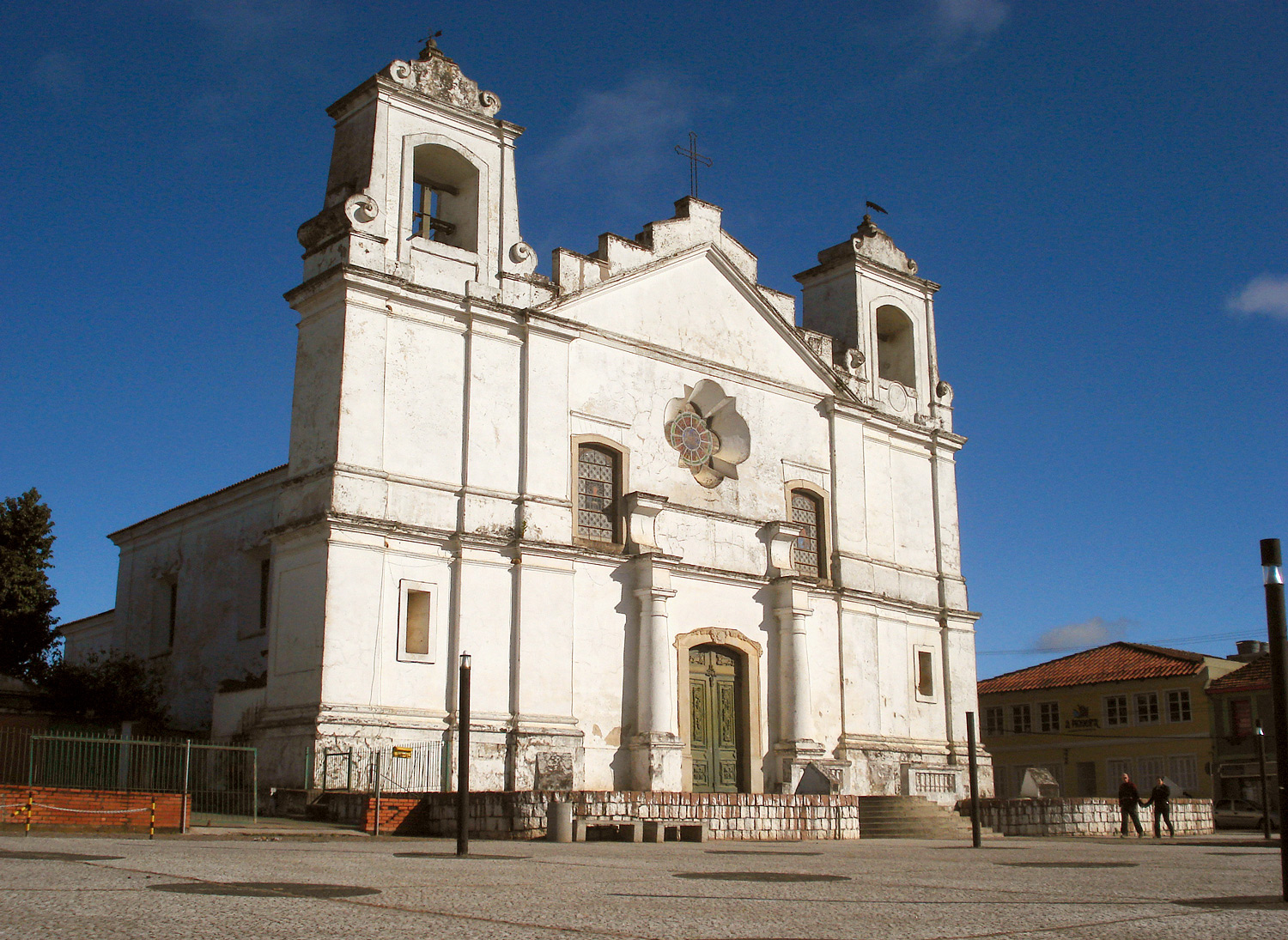
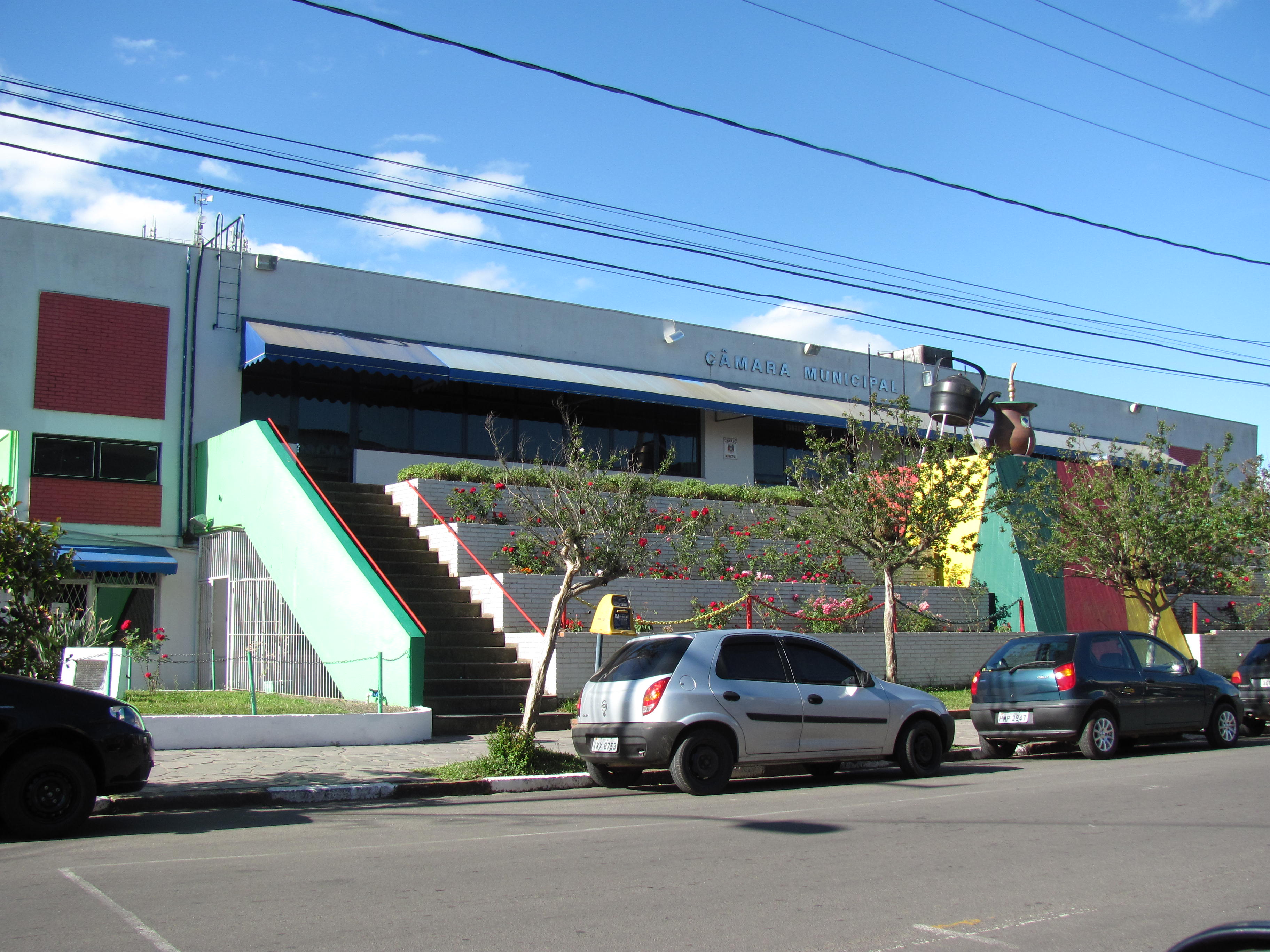

## Географія
Клімат місцевості: субтропічний.
Відповідно до класифікації Кеппена, клімат відноситься до категорії Cfa — клімат помірно теплий з рівномірним зволоженням і температурою 23 — 28 °C (жарко).

## Статистика
- Валовий внутрішній продукт на 2004 рік становить 1 342 599 000,00 реалів (дані: Бразильський інститут географії і статистики).
- Валовий внутрішній продукт на душу населення на 2004 рік становить 5340,00 реалів (дані: Бразильський інститут географії і статистики).
- Індекс людського розвитку на 2000 рік становить 0,808 (дані: Програма розвитку ООН).